# Катеринівський ботанічний заказник
Катери́нівський заказник — ботанічний заказник місцевого значення в Україні. Розташований поблизу села Катеринівка Лебединського району Сумської області.
Являє собою перелоги з залишками природних угруповань цінної лучно-степової рослинності. Тут зростає ковила волосиста, занесена до Червоної книги України.
Заснований у 2009 році. Загальна площа 773,1 га, з них 511,5 га входить до складу природного заповідника Михайлівська цілина.